# Alessandra Galiotto
Alessandra Galiotto (Arzignano, 28 settembre 1983) è un'ex canoista italiana.

## Carriera
Nata ad Arzignano, in provincia di Vicenza, nel 1983, ha iniziato a praticare la canoa nel 1995, con la Canottieri Bardolino, paese dove si era trasferita all'età di 10 anni. Nel 2006, a 23 anni, ha vinto un bronzo agli Europei di Račice, in Repubblica Ceca, nel K-2 500 metri, insieme a Fabiana Sgroi, terminando in 1'41"381, dietro ad Ungheria e Germania. Ha ottenuto un altro terzo posto l'anno successivo, agli Europei di Pontevedra, in Spagna, nel K-4 1000 metri (insieme a Stefania Cicali, Alice Fagioli e alla stessa Fabiana Sgroi), terminando in 3'29"726 dietro sempre ad Ungheria e Germania. A 24 anni ha partecipato ai Giochi Olimpici di Pechino 2008 nel K-4 500 metri, insieme a Stefania Cicali, Alice Fagioli e Fabiana Sgroi, arrivando in finale e concludendo al settimo posto, in 1'36"770.

## Palmarès
- Europei

Račice 2006: bronzo nel K-2 500 m (insieme a Fabiana Sgroi).
Pontevedra 2007: bronzo nel K-4 1000 m (insieme a Stefania Cicali, Alice Fagioli e Fabiana Sgroi).